# Шамотина
Шамотина (Самотня) — річка в Україні, у Тульчинському районі Вінницької області, права притока Сільниці (басейн Південного Бугу).

## Опис
Довжина річки 10 км. Формується з багатьох безіменних струмків та водойм. Площа басейну 47,1 км2.

## Розташування
Бере початок на заході від Улянівки. Тече переважно на північний захід через Богданівку і у селі Гути впадає у річку Сільницю, праву притоку Південного Бугу.
Річку перетинає автомобільна дорога Т 0237.